# Tự tin vào năng lực bản thân
Tự tin vào năng lực bản thân là niềm tin của một cá nhân về khả năng bẩm sinh của mình để đạt được mục tiêu. Albert Bandura định nghĩa nó như là một phán đoán cá nhân của "người ta có thể thực hiện các hành động cần thiết để đối phó với các tình huống tương lai tốt như thế nào". Kỳ vọng về năng lực bản thân xác định liệu một cá nhân sẽ có thể thể hiện hành vi đối phó và nỗ lực kéo dài bao lâu khi đối mặt với trở ngại. Những cá nhân tự tin vào năng lực bản thân cao sẽ nỗ lực hết sức, nếu thực hiện tốt sẽ dẫn đến kết quả thành công, trong khi những người có sự tự tin vào năng lực bản thân thấp có thể ngừng nỗ lực sớm và thất bại. 
Các nhà tâm lý học đã nghiên cứu sự tự tin vào năng lực bản thân từ một số quan điểm, chú ý đến nhiều con đường khác nhau trong việc phát triển sự tự tin vào năng lực bản thân; sự năng động của tính tự tin vào năng lực bản thân, và thiếu nó, trong nhiều trường hợp khác nhau; tương tác giữa sự tự tin vào năng lực bản thân với quan niệm về bản thân; thói quen quy kết hay làm giảm sự tự tin vào năng lực bản thân. Kathy Kolbe nói thêm, "Niềm tin vào khả năng bẩm sinh có nghĩa là đánh giá một nhóm sức mạnh xu hướng hành vi cụ thể của một người. Nó cũng liên quan đến sự quyết tâm và kiên trì để vượt qua những trở ngại có thể cản trở việc sử dụng những khả năng bẩm sinh đó để đạt được mục tiêu.
Tự tin vào năng lực bản thân ảnh hưởng đến mọi nỗ lực của con người. Trong một tình huống nhất định, niềm tin của một người về năng lực mà họ có sẽ quyết định đến sức mạnh của họ khi họ thực sự phải đối mặt với những thách thức và những lựa chọn trong khả năng của họ. Những hiệu ứng này đặc biệt rõ ràng và thuyết phục, liên quan đến các hành vi ảnh hưởng đến sức khỏe.

## Cách tiếp cận lý thuyết

### Lý thuyết nhận thức xã hội
Nhà tâm lý học Albert Bandura đã xác định tính tự tin vào năng lực bản thân là niềm tin của một người trong khả năng thành công trong những tình huống cụ thể hoặc hoàn thành một nhiệm vụ. Cảm giác tự tin vào năng lực bản thân của một người đóng một vai trò quan trọng trong việc tiếp cận các mục tiêu, nhiệm vụ hay thách thức. Lý thuyết tự tin vào năng lực bản thân nằm ở trung tâm lý thuyết nhận thức xã hội của Bandura, trong đó nhấn mạnh vai trò của học tập thông qua  quan sát và kinh nghiệm xã hội trong việc phát triển nhân cách. Khái niệm chính trong lý thuyết nhận thức xã hội là hành động và phản ứng của một cá nhân, bao gồm hành vi xã hội và quá trình nhận thức, trong hầu hết mọi tình huống đều bị ảnh hưởng bởi những hành động mà cá nhân đã quan sát thấy ở những người khác. Bởi vì tự tin vào năng lực bản thân được phát triển từ kinh nghiệm bên ngoài và sự tự nhận thức, có ảnh hưởng trong việc xác định kết quả của nhiều sự kiện, nó là một khía cạnh quan trọng của lý thuyết nhận thức xã hội. Tự tin vào năng lực bản thân thể hiện nhận thức cá nhân về các yếu tố xã hội bên ngoài. Theo lý thuyết của Bandura, những người có tính tự tin vào năng lực bản thân cao - đó là, những người tin rằng họ có thể hoạt động tốt - có nhiều khả năng xem các nhiệm vụ khó khăn như một điều gì đó để làm chủ hơn là điều cần tránh.

### Lý thuyết học tập xã hội
Lý thuyết học tập xã hội mô tả việc có được các kỹ năng được phát triển độc quyền hoặc chủ yếu trong một nhóm xã hội. Học tập xã hội phụ thuộc vào cách cá nhân thành công hay thất bại trong việc tương tác năng động trong các nhóm, và thúc đẩy sự phát triển của các kỹ năng cảm xúc và thực tiễn cá nhân cũng như nhận thức chính xác về bản thân và sự chấp nhận của người khác. Theo lý thuyết này, mọi người học hỏi lẫn nhau thông qua quan sát, bắt chước và mô hình hóa. Tính tự tin vào năng lực bản thân phản ánh sự hiểu biết của một cá nhân về những kỹ năng mà họ có thể đóng góp trong việc lập  nhóm. Video này mô tả cách thức tự hiệu quả ảnh hưởng đến việc học tập.

### Lý thuyết quan niệm về bản thân
Lý thuyết quan niệm về bản thân tìm cách giải thích cách mọi người cảm nhận và giải thích sự tồn tại của chính họ từ những manh mối họ nhận được từ các nguồn bên ngoài, tập trung vào cách những lần dấu vết này được tổ chức và cách chúng hoạt động trong suốt cuộc đời. Thành công và thất bại liên quan chặt chẽ đến cách thức mà mọi người đã học được để xem bản thân và mối quan hệ của họ với người khác. Lý thuyết này mô tả quan niệm về bản thân khi học (tức là, không xuất hiện khi sinh); được tổ chức (theo cách nó được áp dụng cho bản thân); và năng động (tức là, luôn thay đổi và không cố định ở một độ tuổi nhất định).

### Lý thuyết quy kết
Lý thuyết quy kết tập trung vào cách mọi người quy kết các sự kiện và cách những niềm tin đó tương tác với sự tự nhận thức. Tự tin vào năng lực bản thân có cả liên kết trực tiếp và đối ứng với các quy kết nhân quả. Lý thuyết quy kết xác định ba yếu tố chính của nguyên nhân:
- Locus là vị trí của nguyên nhân nhận thức. Nếu locus là nội bộ (dispositional), cảm xúc của lòng tự trọng và tự tin vào năng lực bản thân sẽ được tăng cường bởi sự thành công và giảm bớt do thất bại.
- Tính ổn định mô tả nguyên nhân được coi là tĩnh hay động theo thời gian. Nó liên quan chặt chẽ đến kỳ vọng và mục tiêu, trong đó khi mọi người quy kết thất bại của họ cho các yếu tố ổn định như khó khăn của một nhiệm vụ, họ sẽ mong đợi thất bại trong nhiệm vụ đó trong tương lai.
- Kiểm soát mô tả liệu một người có cảm thấy chủ động trong việc kiểm soát nguyên nhân hay không. Thất bại trong một nhiệm vụ mà người ta không thể kiểm soát có thể dẫn đến cảm giác sỉ nhục, xấu hổ và/hoặc giận dữ

## Cơ chế ảnh hưởng

### Lựa chọn hành vi
Mọi người thường tránh các nhiệm vụ mà sự tự tin vào năng lực của bản thân thấp, nhưng thực hiện các nhiệm vụ mà sự tự tin vào năng lực bản thân cao. Khi tự tin vào năng lực bản thân vượt quá khả năng thực tế, nó dẫn đến việc đánh giá quá cao khả năng hoàn thành nhiệm vụ. Mặt khác, khi tự tin vào năng lực bản thân thấp hơn đáng kể so với khả năng thực tế, nó không khuyến khích phát triển kỹ năng và tăng trưởng. Nghiên cứu cho thấy mức độ tự tin vào năng lực bản thân tối ưu cao hơn một chút so với khả năng; trong tình huống này, mọi người hầu như được khuyến khích để giải quyết các nhiệm vụ đầy thách thức và có được kinh nghiệm.

### Động lực
Tính tự tin vào năng lực bản thân cao có thể ảnh hưởng đến động lực theo cả hai cách tích cực và tiêu cực. Nói chung, những người có tính tự tin vào năng lực bản thân cao có nhiều khả năng nỗ lực để hoàn thành một nhiệm vụ, và nỗ lực lâu hơn, so với những người không tự tin về năng lực bản thân. Mong muốn làm chủ và tự tin vào năng lực bản thân càng mạnh thì càng nỗ lực tích cực hơn. Tuy nhiên, những người kém tự tin về năng lực bản thân đôi khi được khuyến khích để tìm hiểu thêm về một chủ đề không quen thuộc, nơi một người có sự tự tin cao về năng lực bản thân có thể không chuẩn bị tốt cho một nhiệm vụ. Một tác động tiêu cực của sự tự tin vào năng lực bản thân thấp là nó có thể dẫn đến tâm lý bất lực do rèn luyện. Sự bất lực do rèn luyện được nghiên cứu bởi Martin Seligman thông qua một thử nghiệm gây sốc liên quan đến động vật. Qua thí nghiệm, người ta phát hiện rằng những con vật được đặt trong lồng mà chúng có thể thoát khỏi những cú sốc bằng cách di chuyển đến một phần khác của lồng không cố gắng di chuyển vì trước đây chúng đã được đặt trong một cái lồng để thoát khỏi những cú sốc khả thi. Tính tự tin vào năng lực bản thân thấp có thể dẫn đến tình trạng này, trong đó người ta tin rằng không có nỗ lực nào sẽ tạo ra sự khác biệt trong thành công của nhiệm vụ trong tầm tay.

### Hiệu suất công việc
Lý thuyết tự tin vào năng lực bản thân đã được các học giả và học viên quản lý chấp nhận vì tính ứng dụng của nó tại nơi làm việc. Nhìn chung, tính tự tin vào năng lực bản thân có liên quan tích cực và mạnh mẽ đến hiệu suất công việc. Tuy nhiên, mối quan hệ này phụ thuộc vào sự phức tạp của nhiệm vụ. Đối với các nhiệm vụ phức tạp hơn, các mối quan hệ giữa sự tự tin vào năng lực bản thân và hiệu suất công việc yếu hơn so với các nhiệm vụ liên quan đến công việc dễ dàng hơn. Các tác động của nghiên cứu này là các nhà quản lý nên cung cấp mô tả chính xác các nhiệm vụ và cung cấp các hướng dẫn rõ ràng và súc tích và họ cần cung cấp các yếu tố hỗ trợ cần thiết để nhân viên thành công. Các kết quả phân tích meta của Stajkovic và Luthens (1998) đã thay đổi tập trung vào việc tự tin vào năng lực bản thân có liên quan đến hiệu suất hay không và tập trung vào các câu hỏi cụ thể hơn, chẳng hạn như bản chất và cơ chế tiềm ẩn sinh ra các ảnh hưởng tích cực của sự tin vào năng lực bản thân lên hiệu suất.

### Mẫu và phản hồi suy nghĩ
Tự tin vào năng lực bản thân có một số ảnh hưởng đến các mẫu suy nghĩ và phản hồi:
- Tính tự tin vào năng lực bản thân thấp có thể khiến mọi người tin rằng các nhiệm vụ khó hơn thực tế. Điều này thường dẫn đến việc lập kế hoạch nhiệm vụ kém, cũng như sự căng thẳng gia tăng.
- Mọi người trở nên thất thường và không thể đoán trước khi tham gia vào một nhiệm vụ mà họ có hiệu quả thấp.
- Những người có tính tự tin vào năng lực bản thân cao có xu hướng có cái nhìn rộng hơn về một nhiệm vụ để xác định kế hoạch tốt nhất.
- Những trở ngại thường kích thích những người có tính hiệu quả cao với những nỗ lực lớn hơn, nơi một người tự tin vào năng lực bản thân thấp sẽ có xu hướng không khuyến khích và từ bỏ.
- Một người tự tin vào năng lực bản thân cao sẽ không tính đến các yếu tố bên ngoài, nơi một người tự tin vào năng lực bản thân thấp sẽ đổ lỗi cho khả năng thấp. Ví dụ, một người có tính tự tin vào năng lực bản thân cao liên quan đến toán học có thể thuộc tính một bài kiểm tra kém đến một bài kiểm tra khó khăn hơn bình thường, bệnh tật, thiếu nỗ lực, hoặc chuẩn bị không đủ. Một người có tính tự tin vào năng lực bản thân thấp sẽ cho kết quả là khả năng toán học kém. Xem Lý thuyết quy kết.

### Hành vi sức khỏe
Các lựa chọn ảnh hưởng đến sức khỏe như hút thuốc, tập thể dục, ăn kiêng, sử dụng bao cao su, vệ sinh răng miệng, sử dụng dây an toàn và tự khám vú phụ thuộc vào tự tin vào năng lực bản thân. Niềm tin vào năng lực bản thân là nhận thức xác định liệu thay đổi hành vi sức khỏe sẽ được bắt đầu hay không, bao nhiêu nỗ lực sẽ được sử dụng, và bao lâu nó sẽ được duy trì khi đối mặt với những trở ngại và thất bại. Tính tự  tin vào năng lực bản thân của bản thân ảnh hưởng đến cách những người cao đặt mục tiêu sức khỏe của họ (ví dụ: "Tôi dự định giảm hút thuốc" hoặc "Tôi dự định bỏ hút thuốc hoàn toàn"). Một số nghiên cứu về việc áp dụng các thực hành y tế đã đo lường tính tự tin vào năng lực bản thân để đánh giá tiềm năng của nó trong việc thay đổi hành vi ban đầu. Với sự tự tin vào năng lực bản thân, các cá nhân tự tin hơn vào khả năng của mình và do đó có nhiều khả năng tham gia vào các hành vi lành mạnh hơn. Tham gia nhiều hơn vào các hành vi lành mạnh, dẫn đến kết quả sức khỏe bệnh nhân tích cực như cải thiện chất lượng cuộc sống.

### Locus kiểm soát
Bandura cho thấy sự khác biệt về tính tự hiệu quả tương quan với các quan điểm cơ bản về thế giới khác nhau. Những người có tự tin vào năng lực bản thân cao thường tin rằng họ nắm quyền kiểm soát cuộc sống của chính mình, rằng hành động và quyết định của họ sẽ định hình cuộc sống của họ, trong khi những người có tự tin vào năng lực bản thân thấp có thể thấy cuộc sống của họ ngoài tầm kiểm soát của họ. Ví dụ, một học sinh có sự tự tin vào năng lực bản thân cao gặp điểm  kém trong kỳ thi sẽ có khả năng quy cho sự thất bại của việc họ không học đủ. Tuy nhiên, một học sinh có sự tự tin vào năng lực bản thân trong kỳ thi thấp có thể tin rằng nguyên nhân của sự thất bại đó là do bài kiểm tra quá khó, mà học sinh không kiểm soát được.

### Các yếu tố ảnh hưởng
Bandura xác định bốn yếu tố ảnh hưởng đến sự tự tin vào năng lực bản thân.
1. Kinh nghiệm trực tiếp - Kinh nghiệm làm chủ là yếu tố quan trọng nhất quyết định tính tự tin vào năng lực bản thân của một người. Thành công làm tăng tính tự tin vào năng lực bản thân, trong khi thất bại làm giảm nó. Theo nhà tâm lý học Erik Erikson: "Trẻ em không thể bị lừa bởi lời khen ngợi trống rỗng và khuyến khích tận tụy. Họ có thể phải chấp nhận sự củng cố nhân tạo của lòng tự trọng của họ thay cho cái gì đó tốt hơn, nhưng cái mà tôi gọi là danh tính bản ngã của họ chỉ có được sức mạnh thực sự và sự công nhận nhất quán về thành tựu thực sự, đó là, thành tích có ý nghĩa trong văn hóa của họ. "
2. Mô hình hóa, hoặc "trải nghiệm gián tiếp" - Mô hình là kinh nghiệm là, "Nếu họ có thể làm điều đó, tôi cũng có thể làm điều đó". Khi chúng ta thấy ai đó thành công, sự tự tin vào năng lực bản thân của chính chúng ta cũng tăng lên; nơi mà chúng ta thấy mọi người thất bại, sự tự tin vào năng lực bản thân của chúng ta giảm đi. Quá trình này là hiệu quả nhất khi chúng ta thấy chính mình giống như mô hình. Mặc dù không có ảnh hưởng như kinh nghiệm trực tiếp, mô hình hóa đặc biệt hữu ích cho những người đặc biệt không chắc chắn về bản thân họ.
3. Thuyết phục xã hội - thuyết phục xã hội thường biểu hiện như là hành vi khuyến khích hoặc làm nản lòng trực tiếp từ người khác. Sự nản lòng nói chung là hiệu quả trong việc làm giảm sự tự tin vào năng lực bản thân của một người hơn là khuyến khích khi tăng nó.
4. Yếu tố sinh lý - Trong những tình huống căng thẳng, người ta thường biểu hiện những dấu hiệu đau khổ: run rẩy, đau nhức, mệt mỏi, sợ hãi, buồn nôn, vv Nhận thức về những phản ứng này có thể làm thay đổi rõ ràng tính tự tự tin vào năng lực bản thân. Bắt 'con bướm trong dạ dày' trước khi nói trước công chúng sẽ được giải thích bởi người có tự tin vào năng lực bản thân thấp là dấu hiệu của sự bất lực, do đó làm sự tự tin vào năng lực của chính mình, khi có sự tưn tin vào năng lực bản thân sẽ dẫn đến việc giải thích các dấu hiệu sinh lý như bình thường và không liên quan đến khả năng. Đó là niềm tin của một người trong các tác động của phản ứng sinh lý làm thay đổi tính tự tin vào năng lực bản thân, chứ không phải là phản ứng sinh lý.[20]

## Yếu tố quyết định di truyền và môi trường
Trong một nghiên cứu sinh đôi ở Na Uy, hệ số di truyền của sự tự tin vào năng lực bản thân ở thanh thiếu niên được ước tính là 75%. Phương sai còn lại, 25%, là do ảnh hưởng môi trường không được chia sẻ giữa các thành viên trong gia đình. Môi trường gia đình chia sẻ không góp phần vào sự khác biệt cá nhân trong tự tin vào năng lực bản thân.

## Các mô hình lý thuyết về hành vi
Một mô hình lý thuyết về hiệu quả của tính tự tin vào năng lực bản thân đối với hành vi chuẩn mực xã hội đã được phát triển và xác minh trong nghiên cứu với các em học sinh.

### Tính xã hội và sự từ bỏ đạo đức
Hành vi xã hội (chẳng hạn như giúp đỡ người khác, chia sẻ, và tử tế và hợp tác) và từ bỏ đạo đức (biểu hiện trong các hành vi như bào chữa hành vi xấu, tránh trách nhiệm về hậu quả và đổ lỗi cho nạn nhân). Tính tự tin vào năng lực bản thân về mặt xã hội, học thuật và tự quản lý khuyến khích hành vi xã hội, và do đó giúp ngăn chặn sự từ bỏ về đạo đức.

### Quá tự tin trong học tập
Trong một số trường hợp, tự tin vào năng lực bản thân khác  thấp hơn có thể hữu ích. Một nghiên cứu đã kiểm tra niềm tin của sinh viên ngoại ngữ về học tập, đạt được mục tiêu và động lực để tiếp tục nghiên cứu ngôn ngữ. Nó đã kết luận rằng quá tự tin vào năng lực bản thân ảnh hưởng tiêu cực đến động lực của sinh viên, để các sinh viên tin rằng họ "giỏi về ngôn ngữ" có ít động lực học tập hơn.

### Thay đổi hành vi sức khỏe
Các mô hình nhận thức về hành vi thay đổi hành vi về mặt xã hội diễn ra sự tự tin vào năng lực bản thân như người dự đoán, hòa giải viên hoặc người kiểm duyệt. Là một yếu tố dự báo, tính tự tin vào năng lực bản thân được cho là tạo thuận lợi cho việc hình thành các ý định hành vi, sự phát triển các kế hoạch hành động và sự khởi đầu hành động. Là người hòa giải, tự tin vào năng lực bản thân có thể giúp ngăn ngừa tái phát hành vi không lành mạnh. Là người kiểm duyệt, tự tin vào năng lực bản thân có thể hỗ trợ việc chuyển các ý định thành hành động. Xem phương pháp xử lý hành động sức khỏe.

## Các ứng dụng khả dĩ

### Bối cảnh học thuật
Ý thức của phụ huynh về hiệu quả học tập cho con của họ liên quan đến thành tích học tập của con em họ. Nếu cha mẹ có giáo dục cao hơn và truyền khát vọng cho con mình, bản thân đứa trẻ sẽ chia sẻ cùng niềm tin đó. Điều này thúc đẩy khả năng tự học cho trẻ, và từ đó dẫn đến thành tích học tập. Nó cũng dẫn đến hành vi tích cực, và làm giảm tính dễ bị tổn thương từ cảm giác vô dụng và trầm cảm. Có một mối quan hệ giữa tự hiệu quả thấp và trầm cảm.
Trong một nghiên cứu, đa số một nhóm sinh viên được hỏi có cảm giác họ gặp khó khăn trong việc lắng nghe trong các tình huống của lớp học. Các giáo viên sau đó đã giúp tăng cường kỹ năng nghe của họ bằng cách làm cho họ nhận thức về cách sử dụng các chiến lược khác nhau có thể tạo ra kết quả tốt hơn. Bằng cách này, mức độ tự tin vào bản thân của họ được cải thiện khi họ tiếp tục tìm ra chiến lược nào hiệu quả với họ.

### STEM
Lý thuyết tự tin vào năng lực bản thân đã được áp dụng cho lĩnh vực nghề nghiệp để kiểm tra lý do tại sao phụ nữ không được miêu tả đúng mức trong các lĩnh vực STEM thống trị bởi  nam giới như toán học, kỹ thuật và khoa học. Người ta thấy rằng sự khác biệt giới tính trong kỳ vọng về sự tự tin vào năng lực bản thân ảnh hưởng quan trọng đến hành vi liên quan đến nghề nghiệp và sự lựa chọn nghề nghiệp của phụ nữ trẻ. Hơn nữa, các nhà nghiên cứu đã báo cáo rằng sự tự tin vào năng lực toán học của bản thân sẽ dự báo về sự hứng thú với toán học, lựa chọn các khóa học liên quan đến môn toán và toán học nhiều hơn so với những thành tựu trong quá khứ về toán học hoặc kỳ vọng kết quả. Tự tin vào năng lực bản thân đã được chứng minh đặc biệt hữu ích cho việc giúp sinh viên đại học để có được cái nhìn sâu sắc vào sự phát triển nghề nghiệp của họ trong các lĩnh vực STEM.
Ngoài ra, tự tin vào năng lực kỹ thuật đã được tìm thấy là một yếu tố quan trọng trong việc dạy lập trình máy tính cho học sinh trung học, vì học sinh có mức độ tự tin công nghệ cao hơn đạt được kết quả học tập cao hơn. Hiệu quả của việc tự tin vào năng lực kỹ thuật đã được tìm thấy thậm chí còn mạnh hơn tác động của giới tính.

### Viết
Nghiên cứu bằng văn bản cho thấy một mối quan hệ mạnh mẽ liên kết cảm giác tự tin vào năng lực bản thân với động lực và kết quả hoạt động.

### Động lực
Một trong những yếu tố phổ biến nhất liên quan đến tự tin vào năng lực bản thân trong các nghiên cứu viết là động lực. Động lực thường được chia thành hai loại: bên ngoài và nội tại. McLeod gợi ý rằng các động lực nội tại có xu hướng hiệu quả hơn các động lực bên ngoài vì các sinh viên sau đó nhận thức được nhiệm vụ được giao như một thứ vốn đã có giá trị. Ngoài ra, McCarthy, Meier và Rinderer giải thích rằng các nhà văn có động lực nội tại có xu hướng có hướng đi riêng, nắm quyền kiểm soát hoạt động của họ và thấy mình có nhiều khả năng thiết lập và hoàn thành mục tiêu hơn. Hơn nữa, nghiên cứu viết nghiên cứu cho thấy rằng tính tự tin vào năng lực bản thân ảnh hưởng đến sự lựa chọn của học sinh, nỗ lực, kiên trì, kiên trì, các mẫu suy nghĩ và phản ứng cảm xúc khi hoàn thành bài tập viết. Học sinh tự tin vào năng lực bản thân cao có nhiều khả năng cố gắng và kiên trì trong các yêu cầu viết không quen thuộc.

#### Xử lý kết quả đầu ra
Tự tin vào năng lực bản thân thường được liên kết với kết quả thực hiện trên giấy của học sinh. Nhiều hơn bất kỳ yếu tố nào khác trong miền nhận thức, niềm tự tin vào năng lực bản thân đã được chứng minh là sự tiên đoán kết quả hoạt động bằng văn bản. Để đánh giá mối quan hệ giữa khả năng tự tin vào năng lực bản thân và khả năng viết, nhiều nghiên cứu đã xây dựng thang đo để đo lường niềm tin về tự tin vào năng lực bản thân của học sinh. Kết quả của các thang đo này sau đó được so sánh với mẫu viết của học sinh. Các nghiên cứu bao gồm các biến khác, chẳng hạn như lo âu khi viết, mục tiêu lên lớp, độ sâu của quá trình xử lý và kết quả mong đợi. Tuy nhiên, tính tự tin vào năng lực bản thân là biến duy nhất có ý nghĩa thống kê quan trọng trong việc hoàn thành bài viết.

#### Nói trước công chúng
Một mối quan hệ tiêu cực mạnh mẽ đã được đề xuất giữa các mức độ sợ nói trước đám đông và sự tự tin vào năng lực bản thân.

#### Chăm sóc sức khỏe
Vì trọng tâm của chăm sóc sức khỏe tiếp tục chuyển đổi từ mô hình dùng thuốc sang nâng cao sức khỏe và y tế dự phòng, tự tin vào năng lực bản thân ảnh hưởng mạnh mẽ đến hành vi và tự chăm sóc sức khỏe đã được xem xét. Theo Luszczynska và Schwarzer, tự tin vào năng lực bản thân đóng một vai trò ảnh hưởng đến việc nhận con nuôi, bắt đầu và duy trì các hành vi lành mạnh, cũng như kiềm chế các hành vi không lành mạnh.
Các nhà cung cấp dịch vụ chăm sóc sức khỏe có thể tích hợp can thiệp tự tin vào năng lực bản thân vào giáo dục bệnh nhân. Một phương pháp là cung cấp các ví dụ về những hành vi nâng cao sức khỏe của người khác và sau đó làm việc với bệnh nhân để khuyến khích niềm tin vào khả năng thay đổi của chính họ. Hơn nữa, khi các y tá theo dõi qua điện thoại sau khi xuất viện, các cá nhân bị bệnh phổi tắc nghẽn mãn tính (COPD) được phát hiện đã tăng cường tính tự tin vào năng lực bản thân trong việc quản lý các triệu chứng khó thở. Trong nghiên cứu này, các y tá đã giúp củng cố giáo dục và trấn an các bệnh nhân về kỹ thuật quản lý tự chăm sóc của họ trong môi trường gia đình.

#### Các ngữ cảnh khác
Tại Đại học Khoa học và Công nghệ Quốc gia đầu tiên ở Đài Loan, các nhà nghiên cứu đã nghiên cứu mối tương quan giữa tính tự tin vào năng lực Internet tổng thể (GISE), tính tự tin vào năng lực sử dụng của từng trang web (WSE) và sử dụng dịch vụ điện tử. Các nhà nghiên cứu kết luận rằng GISE ảnh hưởng trực tiếp đến WSE của người tiêu dùng, điều này cho thấy sự tương quan mạnh mẽ với việc sử dụng dịch vụ điện tử. Những phát hiện này rất quan trọng cho việc nhắm mục tiêu và tiếp thị của người tiêu dùng trong tương lai.
Hơn nữa, tự tin vào năng lực bản thân đã được đưa vào như một trong bốn yếu tố tự đánh giá cốt lõi, đánh giá cơ bản về chính mình, cùng với tâm điểm kiểm soát, chủ nghĩa thần kinh và lòng tự trọng. Tự đánh giá cốt lõi đã dự đoán sự hài lòng công việc và hiệu suất công việc.
Các nhà nghiên cứu cũng đã tự kiểm tra tính hiệu quả trong bối cảnh công việc - cuộc sống. Chan et al. (2016) đã phát triển và xác nhận một biện pháp "tự tin vào năng lực bản thân  để điều chỉnh công việc và cuộc sống" và xác định nó là "niềm tin có khả năng của riêng mình để đạt được sự cân bằng giữa công việc và trách nhiệm phi công việc, và tồn tại và đối phó với thách thức đặt ra bởi nhu cầu công việc và phi công việc "(p. 1758). Cụ thể, Chan et al. (2016) thấy rằng "tự tin vào năng lực bản thân để điều chỉnh công việc và cuộc sống" đã giúp giải thích mối quan hệ giữa làm phong phú gia đình - công việc, cân bằng giữa công việc và cuộc sống, và sự hài lòng trong công việc và sự hài lòng của gia đình. Chan et al. (2017) cũng thấy rằng "tự tin vào năng lực bản thân để điều chỉnh công việc và cuộc sống" giúp các cá nhân đạt được sự cân bằng giữa công việc và cuộc sống và tham gia công việc bất chấp sự hiện diện của gia đình và nhu cầu công việc.

## Phân loại phụ
Trong khi tính tự tin vào năng lực bản thân đôi khi được đo lường như một tổng thể, như với Thang đo tổng thể về sự tự tin vào năng lực bản thân, nó cũng được đo trong các tình huống chức năng cụ thể.
Tính tự tin vào năng lực xã hội của bản thân đã được xác định và đo lường một cách chính xác. Theo Smith và Betz, tính tự tin vào năng lực xã hội của bản thân là "sự tự tin của một cá nhân về khả năng của cô ấy / anh ấy để tham gia vào các nhiệm vụ tương tác xã hội cần thiết để bắt đầu và duy trì các mối quan hệ giữa các cá nhân." Họ đo lường tính tự tin vào năng lực xã hội của bản thân bằng cách sử dụng một công cụ của chính họ gọi là Thang đo về sự tự tin vào năng lực xã hội của bản thân, đo lường sáu lĩnh vực: (1) kết bạn, (2) theo đuổi mối quan hệ lãng mạn, (3) tính quyết đoán xã hội, (4) hiệu suất trong các tình huống công cộng, (5) nhóm hoặc các bên, và (6) cho hoặc nhận trợ giúp. Gần đây, người ta cho rằng tính tự tin vào năng lực xã hội của bản thân cũng có thể được vận hành theo nhận thức (sự tự tin trong việc biết phải làm gì trong các tình huống xã hội) và hành vi (tự tin thực hiện trong các tình huống xã hội).
Matsushima và Shiomi đo lường sự tự tin vào năng lực bản thân bằng cách tập trung vào sự tự tin về kỹ năng xã hội trong mối quan hệ cá nhân, niềm tin vào bạn bè và sự tin tưởng của bạn bè.
Các nhà nghiên cứu cho rằng tính tự tin vào năng lực xã hội của bản thân có liên quan chặt chẽ với sự nhút nhát và lo âu xã hội.
Tính tự tin về khả năng học thuật đề cập đến niềm tin rằng người ta có thể tham gia và hoàn thành các nhiệm vụ học tập cụ thể của khóa học, chẳng hạn như hoàn thành khóa học, hoàn thành bài tập, đạt điểm đậu và đáp ứng các yêu cầu để tiếp tục theo đuổi khóa học chính. Các yêu cầu thực nghiệm khác nhau nhằm mục đích đo lường tự tin về khả năng học thuật.
Các lĩnh vực tự tin vào năng lực bản thân khác đã được xác định để nghiên cứu bao gồm tự tin vào năng lực giảng dạy và tự tin vào năng lực công nghệ.

## Giải thích và phân biệt
Tự tin về khả lực bản thân so với hiệu lực
Không giống như hiệu lực, đó là sức mạnh để tạo ra hiệu ứng — về bản chất, thẩm quyền - thuật ngữ Tự tin về khả lực bản thân được sử dụng để chỉ sự tin tưởng (chính xác hay không) rằng người ta có khả năng tạo ra hiệu ứng đó bằng cách hoàn thành nhiệm vụ hoặc hoạt động liên quan đến năng lực đó. Tự tin về khả lực bản thân là niềm tin vào hiệu lực của một người.
Tự tin về khả lực bản thân so với lòng tự trọng
Tự tin về khả lực bản thân là nhận thức về khả năng của chính mình để đạt được mục tiêu; lòng tự trọng là cảm giác tự trị. Ví dụ, một người leo núi đá khủng khiếp có lẽ sẽ có khả năng leo núi đá kém, nhưng điều này sẽ không ảnh hưởng đến lòng tự trọng nếu người đó không dựa vào việc leo núi để tự xác định giá trị. Mặt khác, người ta có thể có sự tự tin rất lớn đối với việc leo núi, nhưng đặt ra một tiêu chuẩn cao, và cơ sở đủ giá trị về kỹ năng leo núi, lòng tự trọng đó thấp. Một người có sự tự tin về khả lực bản thân nói chung nhưng kém khi leo núi có thể đã đặt sai sự tự tin, hoặc tin rằng sự cải thiện là có thể.
Tự tin về khả lực bản thân so với niềm tin
Theo Albert Bandura, "xây dựng sự tự tin về năng lực bản thân khác với thuật ngữ thông tục" tự tin ". Niềm tin là một thuật ngữ mơ hồ đề cập đến sức mạnh của niềm tin nhưng không nhất thiết phải xác định những gì chắc chắn là về. Tôi có thể vô cùng tự tin rằng tôi sẽ thất bại trong một nỗ lực. Một niềm tin về năng lực bản thân, do đó, bao gồm cả một sự khẳng định về một mức độ năng lực và sức mạnh của niềm tin đó.Niềm tin là một từ khóa chứ không phải là một cấu trúc được nhúng trong một hệ thống lý thuyết."
Stajkovic (2006) khái niệm hóa tính tự tin vào năng lực bản thân là một biến thể biểu hiện của niềm tin cốt lõi, bao gồm hy vọng, tự tin vào năng lực bản thân, lạc quan và khả năng phục hồi. 
Stajkovic khái niệm sự tự tin là niềm tin của một người trong khả năng của họ để xử lý các nhu cầu công việc cho bất kỳ lĩnh vực nào có các hoạt động liên quan.

Tự tin về năng lực bản thân so với quan niệm về bản thân
Tự tin về năng lực bản thân bao gồm niềm tin về khả năng cá nhân để thực hiện các hành động cụ thể. Quan niệm về bản thân được đo lường tổng quát hơn và bao gồm việc đánh giá năng lực như vậy và cảm giác tự giá trị gắn liền với các hành vi được đề cập. Trong học tập, sự tự tin của học sinh về khả năng viết một bài luận là tự tin về năng lực bản thân. Mặt khác, quan niệm về bản thân có thể là mức độ thông minh của học sinh ảnh hưởng đến niềm tin của họ về giá trị của họ như một người như thế nào.

Tự tin về năng lực bản thân là một phần của việc tự đánh giá bản chất
Timothy A. Judge et al. (2002) đã lập luận rằng các khái niệm về vị trí kiểm soát, thần kinh học, tính tự tin về năng lực bản thân tổng quát (khác với lý thuyết tự tin về năng lực bản thân của Bandura) và lòng tự trọng là tương quan chặt chẽ và thể hiện mức độ chồng chéo lý thuyết cao như vậy thực sự là các khía cạnh của cùng một cấu trúc bậc cao hơn, mà ông gọi là tự đánh giá bản chất.